# アンリエット・グランダ

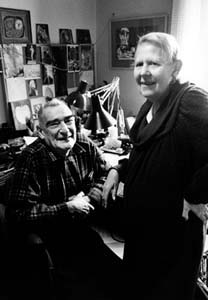
Henriette Grindat avec Albert-Edgar Yersin

アンリエット・グランダ（Henriette Grindat）は、スイスの女性写真家。第二次世界大戦直後に、当時の文学的流行の一つであったシュルレアリスムの技法を取り入れたアプローチにより写真作品を制作し、芸術写真の分野に貢献した。ローライフレックスのカメラを使い前衛的な作品を模索すると同時に、人情味あふれる写真作品も制作した。

## 生涯
1923年7月3日、ビール/ビエンヌに生まれた。幼いころにポリオ（急性灰白髄炎）に侵され、運動機能に影響があったため、1941年から1944年までローザンヌにいた。ローザンヌにおいてゲアトルーデ・フェーア（Gertude Fehr）の写真学校に入学、のちの1945年にヴヴェイに移って、1948年に卒業した。1948年に個人の写真アトリエを構えた。スイスの雑誌や日刊紙はグランダの作品を何度か掲載した。グランダは、フェーアの写真学校を卒業した直後からシュルレアリスムの方法論に魅力を感じ、コラージュ、フォトグラム、多重露光、ソラリゼーションといった技法を複雑に絡み合わせた作品を制作した。
1949年にパリに活動の場を移し、ボルダ、アルトー、スイユといったさまざまな新聞、出版社のための仕事をした。そのような商業的な仕事のかたわら、マン・レイの援助を受けてパリのラ・ユヌ書店で、ロートレアモン伯爵の魅力を永続化させるために魂を注ぎ込んだ作品を展示した。彼女の作品は、アンドレ・ブルトン、マン・レイ、ルネ・シャール、アルベール・カミュらを魅了した。シャールとカミュはグランダに三人で一冊の本を制作することを持ちかけた。シャールとカミュと共にフランス南部へ旅立ったグランダは、南仏の景観や、地中海の海岸を舞台にした写真の撮影に情熱を注いだ。共同制作は1952年に作品『太陽の末裔』（La postérité du soleil）の完成に結実したが、出版はカミュの没後5年も経った1965年になった。
その後、スイスに戻り、連邦助成金を得て、Algérie (1956)、Méditerranée (1957)、Adriatique (1959)、Le Nil des sources à la mer, des pyramides aux barrages (1960)、といった作品を制作した。グランダは、ローザンヌを中心にスイスでは何度も写真展を開き、フィレンツェ、ミラノ、シカゴでも写真展を開催した。1952年、1953年、1954年には、応用美術分野でスイス連邦賞を受けた。1960年代には写真作品の制作のために世界各地を回り、アメリカ合衆国、スペイン、オーストリア、アイスランド、チェコスロバキア、イタリアを訪れた。イタリアでは特にヴェネツィアに魅了された。1970年代初頭から、グランダの写真作品の主題は人体とヌードへと転回した。Henguely (2008) によると、1950年代から1970年代のグランダ作品は、1930年代の先鋭的な芸術運動であるシュルレアリスムと、戦後のヒューマニズム運動とを結びつける結節点になっている。
夫は美術デザイナーのアルベール＝エドガー・イエルザン。夫が亡くなって1年半後の1986年2月25日、アンリエット・グランダは自殺した。1984年にはチューリヒ美術館でグランダの作品の大回顧展が開かれたほか、1995年にはローザンヌのエリゼ美術館でも回顧展が開かれている。

## 公刊物
多くの詩人や作家と親しかったグランダは、ルネ・シャール、アンリ・ノヴェラス、アルベール・カミュ、フィリップ・ジャコット、アンリ・ボショ、ピエール・シャピュイといった作家たちの本のために挿画を制作した。
- Lausanne,  Guilde du Livre, 1952
- Algérie,  Guilde du Livre, 1956
- Méditerranée,  Guilde du Livre, 1957
- Le Nil,  Guilde du Livre, 1960
- Le Facteur Cheval, avec Alain Borne, éditions Morel, 1969